# Mariä Himmelfahrt (Waldfenster)

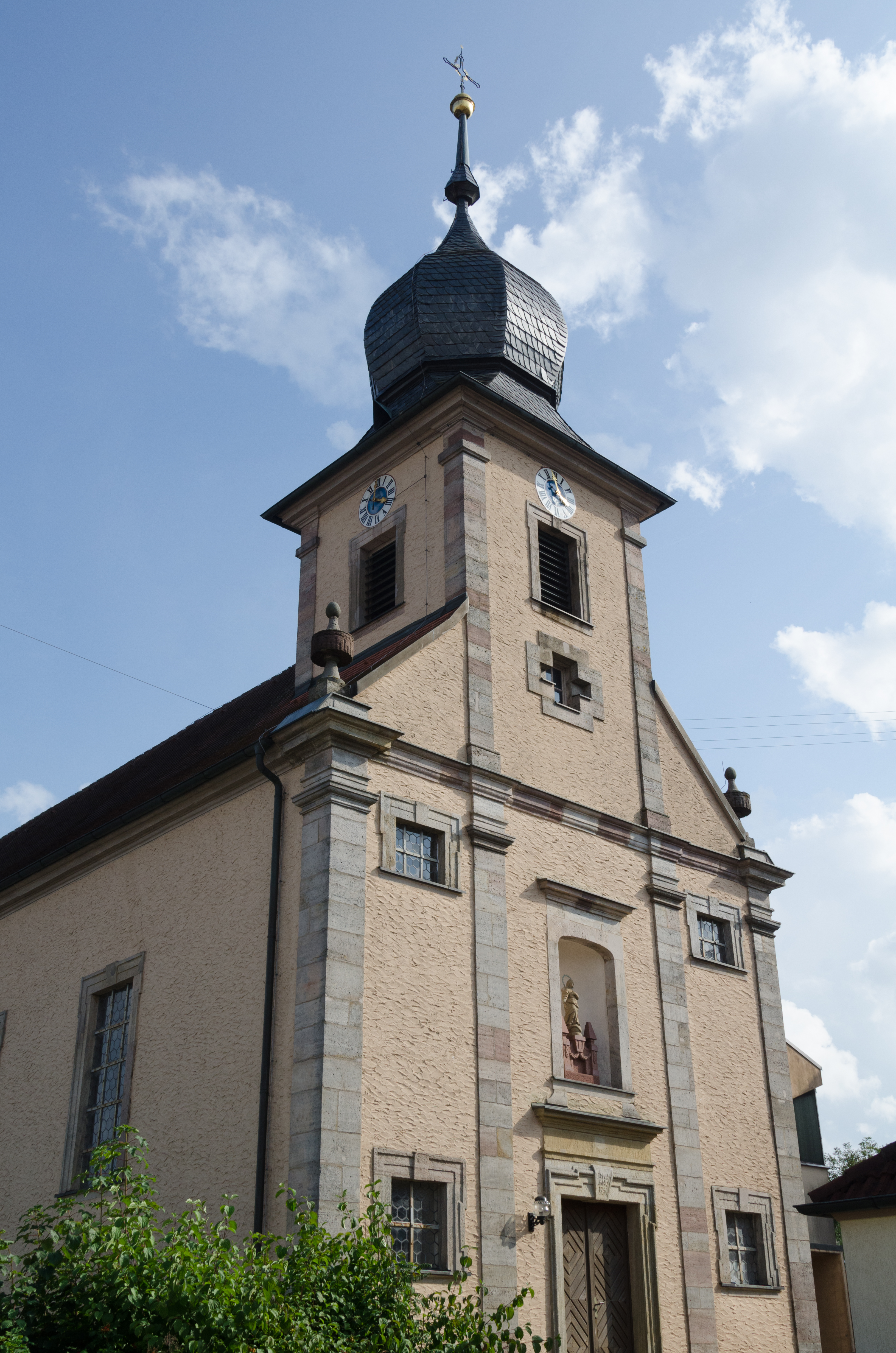
Mariä Himmelfahrt.

Mariä Himmelfahrt in Waldfenster ist eine barocke römisch-katholische Pfarrkirche und wurde 1804 vom Architekten Fischer aus Würzburg in Zusammenarbeit mit dem Landbaumeister Brüder aus Bad Königshofen erbaut. Sie steht auf den Fundamenten der ersten steinernen Kirche des Ortes.
Die Kirche gehört zu den Baudenkmälern in Burkardroth und ist unter der Nummer D-6-72-117-108 in der Bayerischen Denkmalliste registriert.

## Geschichte
Die allererste Kirche des Ortes soll eine Kapelle aus Holz gewesen sein, die am historischen Bauhof gestanden haben soll. Im Jahr 1741 wurde eine erste Kirche aus Stein, der Vorgängerbau der heutigen Mariä Himmelfahrt-Kirche, errichtet.
Der heute noch erhaltene Hochaltar der 1741 entstandenen Steinkirche wurde 1745/48, möglicherweise von Johann Joseph Keßler aus Königshofen, geschaffen. Der Hauptaltar zeigt ein großes Gemälde, auf dem Mariä Himmelfahrt abgebildet ist. Neben diesem Gemälde stehen die Heiligenfiguren St. Wendelin und St. Sebastian als Plastiken, aus dem 18. Jahrhundert. Über dem Gemälde ist die Dreifaltigkeit, der Vater, der Sohn und der Heilige Geist, dargestellt. An der Seitenwand der Kirche befindet sich ein Nebenaltar, der aus der Mitte des 18. Jahrhunderts stammt. Dieser zeigt die Kreuzigungsgruppe mit Jesus, Maria, Johannes und ist im Verzeichnis der Kunstdenkmäler Bayerns aufgeführt. Des Weiteren befinden sich eine Kanzel, ein Taufbecken und verschiedene liturgische Utensilien.
Schon bald zeigten sich erste bauliche Mängel an dem Kirchengebäude, weil die beiden Architekten über verschiedene Herangehensweisen verfügten. Da die Mängel immer deutlicher wurden und ein Einsturz drohte, wurde im Jahr 1802 ihr Abriss und der Bau einer neuen Kirche, der heutigen Mariä Himmelfahrt-Kirche, am Hang oberhalb der Gemeindeschenkstatt beschlossen. Der Turm und die Westfront dieser Vorgängerkirche gingen in die heutige Mariä Himmelfahrt-Kirche über, als diese im Jahr 1804 von den Würzburger Architekten Fischer und der Landbaumeister Michael Brüder aus Königshofen errichtet wurde. In diesem Zusammenhang entstanden im Jahr 1804 der heutige Chors und das heutige Langhaus der Kirche. Unter Ortspfarrer Kilian Zier entstand im Jahr 1936 neben dem Chorraum eine eigene Sakristei; ferner ließ er im Jahr 1938 die beiden Altäre und die Kanzel renovieren.
In den 1960er Jahren entstand neben der Mariä Himmelfahrt-Kirche die nach den Vorgaben des Zweiten Vatikanischen Konzils gestaltete St. Pius-Kirche. Als der Zustand der St. Pius-Kirche eine Renovierung erforderte, die teurer gekommen wäre als ein Abriss, wurde für das Jahr 2010 zunächst ein Neubau an der Stelle der St. Pius-Kirche beschlossen. Nach dem Abriss im Jahr 2018 wurde sie dann aber durch einen Erweiterungsneubau der alten Kirche Mariä Himmelfahrt ersetzt. Die barocke Kirche wurde dabei in ihrer ursprünglichen Gestalt saniert. Im Vordergrund stand der sorgsame Umgang mit der Bausubstanz des historischen Bestandsgebäudes. Das Hauptschiff aus Altar- und Chorraum und das Querschiff bilden nun ein harmonisches Ganzes aus alt und neu, das sowohl dem Ort und seiner Bestimmung als auch den heutigen Ansprüchen an eine zeitgemäße Kirche gerecht wird. Die historischen Einbauten wie der Hochaltar, die Seitenaltäre oder auch die Kanzel wurden fachgerecht saniert und in den neuen Kirchenraum integriert. Am 12. September 2021 wurde gemeinsam mit Bischof Franz Jung Altarweihe gefeiert.
In der 1965 entstandenen Wendelinuskapelle von Waldfenster befindet sich heute eine Pietà, die ursprünglich aus der Mariä Himmelfahrt-Kirche stammt.

## Glocken
Die sich heute im Glockenturm befindenden Glocken wurden im Jahr 1955 durch Spenden der Gläubigen finanziert und von der Firma Schilling aus Heidelberg gegossen. Zuvor wurden die drei im Jahr 1927 angeschafften Glocken während des Zweiten Weltkriegs am 6. Februar 1942 abmontiert und eingeschmolzen.
Bereits im Ersten Weltkrieg wurde die damals größte Glocke der Kirche abgeliefert. Aufgrund des Kunst- und Altertumswertes der zweiten Glocke aus dem 14. Jahrhundert wurde diese zusammen mit einer kleinen 20-kg-Glocke im Turm belassen. Nach der Anschaffung der neuen Glocken im Jahr 1927 gab es keine Verwendung mehr für die beiden verbliebenen Glocken. Die kleinere der beiden Glocken wurde in der Pfarrkirche aufgestellt und 1942 mit abgeliefert und eingeschmolzen. Die Glocke aus dem 14. Jahrhundert wurde an die Kirchengemeinde Katzenbach verkauft.  Ein vorheriger Vorschlag des damaligen Pfarrers, die Glocke in das Geläute der Filialkirche in  Oehrberg einzugliedern, wurde nicht verwirklicht. Die dortigen Bewohner lehnten ihn ab, da diese eine neue Glocke wollten.
Das heutige Geläut setzt sich folgender Maßen zusammen:
| Nr. | Name             | Schlagton | Gewicht | Durchm. | Inschrift                                               | Gussjahr und Glockengießer |
| --- | ---------------- | --------- | ------- | ------- | ------------------------------------------------------- | -------------------------- |
| 1   | Marienglocke     | g′        | 624 kg  | 98 cm   | Gegrüßet seist du Königin (mit Marienbild)              | 1955 F.W. Schilling        |
| 2   | Totenglocke      | b′        | 402 kg  | 82 cm   | Herr gib unseren Toten die ewige Ruhe (mit Kreuzsymbol) | 1955 F.W. Schilling        |
| 3   | Josefsglocke     | c″        | 274 kg  | 76 cm   | Hl. Josef segne unsere Familien                         | 1955 F.W. Schilling        |
| 4   | Wendelinusglocke | d″        | 225 kg  | 70 cm   | Hl. Wendelin schütze Dorf und Vieh                      | 1955 F.W. Schilling        |

## Orgel
Nach dem Bau der Kirche im Jahr 1804 fehlte das Geld für eine neue Orgel. Daher wurde eine gebrauchte aus dem Kloster Kreuzberg für wenig Geld erworben und im hinteren Teil der Kirche, auf der Empore, eingebaut. Diese verrichtete noch über 100 Jahre ihren Dienst während der Gottesdienste. Erst im Jahr 1939 veranlasste der damalige Pfarrer Zier die Anschaffung einer neuen, elektrisch betriebenen Orgel, die das Treten des Blasebalges überflüssig machte. Die neue Orgel der Firma Weise wurde am 15. August 1939 eingeweiht, jedoch schon nach dem Anbau der „neuen Kirche“ 1966 wieder abgebaut. Derzeit befindet sich keine Orgel im Gotteshaus.
Im Rahmen des Kirchenneubaus ist der Kauf einer neuen elektrischen Orgel geplant.
Der Organistendienst wurde bis zum Zweiten Weltkrieg durch die Lehrer des Ortes übernommen. Um im Gottesdienst nicht auf die Begleitung durch die Orgel verzichten zu müssen, eignete sich Herrmann Wehner aus Waldfenster die Grundkenntnisse des Orgelspiels an und ließ seinen Söhnen professionellen Orgelunterricht erteilen.
Noch heute wird dieser Dienst zum Großteil durch Bürger des Ortes Waldfenster übernommen.